# Hapalonotus
Hapalonotus is een geslacht van kreeftachtigen uit de klasse van de Malacostraca (hogere kreeftachtigen).

## Soorten
- Hapalonotus pinnotheroides[1] (Guérin-Méneville, 1838)
- Hapalonotus reticulatus (de Man, 1879)